# Copa da Turquia de Voleibol Feminino de 2020-21
A Copa da Turquia de Voleibol Feminino de 2020-21 foi a vigésima edição desta competição organizada pela Federação Turca de Voleibol, por questões de patrocinadores chamada de "Kadınlar AXA Sigorta Kupa Voley". Participaram do torneio quinze equipes, após retirada da competição de um clube, de acordo com a posição delas no primeiro turno da Liga A Turca 2020-21, e ocorreu entre 4 de setembro de 2020 a fase de grupose a partir das quartas de final a grande final, os jogos ocorreram de 8 a 9 de março de 2021 no Burhan Felek Spor Salonu de  Istambul.
O VakıfBank sagrou-se campeão (7° título) ao vencer o Eczacıbaşı Vitra pelo placar de 3 a 0 (25-18, 25-19, 25-22) na grande final.

## Regulamento
Classificaram-se para a disputa da Copa da Turquia de 2020-21 as 16 equipes, as que disputaram a primeira fase da Liga A Turca 2019-20 e os dois primeiros colocados da Primeira Liga Turca. O torneio foi disputado inicialmente distribuindo proporcionalmente as equipes em 4 grupos, em turno único e jogando entre si, cruzamento olímpico, em locais definidos pela Federação, ao final, as duas primeiras colocadas de cada grupo disputaram as quartas de final.
Nas quartas-de-final, os confrontos foram baseados na posição de cada participante , obedecendo aos confrontos  Grupo A x Grupo D, Grupo B x Grupo C, conforme a seguir: 1º A x 2ºD,  2º A x 2º D, 1º B x 2ºC,  2º B x 2º C, os vitoriosos destas partidas passam às semifinais conforte os confrontos AXD e BxC, e nesta etapa definindo-se assim os dois finalistas.

## Participantes
| Equipe                  | Cidade    | Última participação | Temporada 2019/2020 |
| ----------------------- | --------- | ------------------- | ------------------- |
| VakıfBank               | Istambul  | 2019-20             | NF                  |
| Eczacıbaşı Vitra        | Istambul  | 2019-20             | NF                  |
| Fenerbahçe Opet         | Istambul  | 2019-20             | NF                  |
| Galatasaray HDI Sigorta | Istambul  | 2019-20             | NF                  |
| Yeşilyurt               | Istambul  | 2019-20             | NF                  |
| Türk Hava Yolları       | Istambul  | 2019-20             | NF                  |
| Aydın B.Şehir Bld.      | Ankara    | 2019-20             | NF                  |
| Nilüfer Bld.            | Bursa     | 2019-20             | NF                  |
| PTT                     | Ankara    | 2019-20             | NF                  |
| Karayolları             | Ankara    | 2019-20             | NF                  |
| Beşiktaş                | Istambul  | 2019-20             | NF                  |
| Beylikdüzü İhtisas[DES] | Istambul  | 2019-20             | NF                  |
| Sarıyer Bld.            | Istambul  | 2016-17             | ?                   |
| İlbank                  | Ankara    | 2017-18             | ?                   |
| Kuzeyboru               | Aksaray   | Estreante           | -                   |
| Çan Gençlik Kale Spor   | Çanakkale | 2018-19             | ?                   |

Nota

DES ^  Equipe desistiu da participação antes do início da competição.

## Fase classificatória
- Vitória por 3 sets a 0 ou 3 a 1: 3 pontos para o vencedor;
- Vitória por 3 sets a 2: 2 pontos para o vencedor e 1 ponto para o perdedor.
- Não comparecimento, a equipe perde 2 pontos.
- Em caso de igualdade por pontos, os seguintes critérios servem como desempate: número de vitórias, média de sets e média de pontos.
- Jogos no horário local.

### Grupo A
|  |                                                 |
|  | Equipes classificadas para às quartas-de-final. |

|     |              |     | Jogos | Jogos | Jogos | Resultados | Resultados | Resultados | Resultados | Resultados | Resultados | Sets | Sets | Sets  | Pontos | Pontos | Pontos |
| Pos | Equipe       | Pts | T     | V     | D     | 3–0        | 3–1        | 3–2        | 2–3        | 1–3        | 0–3        | V    | P    | R     | V      | P      | R      |
| --- | ------------ | --- | ----- | ----- | ----- | ---------- | ---------- | ---------- | ---------- | ---------- | ---------- | ---- | ---- | ----- | ------ | ------ | ------ |
| 1   | VakıfBank    | 9   | 3     | 3     | 0     | 2          | 1          | 0          | 0          | 0          | 0          | 9    | 1    | 9,000 | 248    | 180    | 1.378  |
| 2   | PTT          | 3   | 3     | 1     | 2     | 1          | 0          | 0          | 0          | 1          | 1          | 4    | 6    | 0.667 | 211    | 245    | 0.861  |
| 3   | Nilüfer Bld. | 3   | 3     | 1     | 2     | 0          | 1          | 0          | 0          | 1          | 1          | 4    | 7    | 0.571 | 228    | 249    | 0.916  |
| 4   | İlbank       | 3   | 3     | 1     | 2     | 0          | 1          | 0          | 0          | 1          | 1          | 4    | 7    | 0.571 | 245    | 263    | 0.932  |

Resultados
| Data  | Hora  |                | Placar |              | Set 1 | Set 2 | Set 3 | Set 4 | Set 5 | Total | Relatório |
| ----- | ----- | -------------- | ------ | ------------ | ----- | ----- | ----- | ----- | ----- | ----- | --------- |
| 4 set | 16:00 | 'Nilüfer Bld.' | 3–1    | PTT          | 23-25 | 25-20 | 25-19 | 25-18 |       | 98–0  | 98-82     |
| 4 set | 18:30 | 'VakıfBank'    | 3–1    | İlbank       | 25-19 | 23-25 | 25-21 | 25-21 |       | 98–0  | 98-86     |
| 5 set | 17:30 | 'İlbank'       | 3–1    | Nilüfer Bld. | 25-20 | 12-25 | 25-15 | 25-20 |       | 87–0  | 87-80     |
| 5 set | 19:30 | PTT            | 0–3    | 'VakıfBank'  | 11-25 | 16-25 | 17-25 |       |       | 44–0  | 44-75     |
| 6 set | 14:00 | 'VakıfBank'    | 3–0    | Nilüfer Bld. | 25-15 | 25-15 | 25-20 |       |       | 75–0  | 75-50     |
| 6 set | 16:30 | 'PTT'          | 3–0    | İlbank       | 25-14 | 25-22 | 35-33 |       |       | 85–0  | 85-72     |

### Grupo B
|  |                                                 |
|  | Equipes classificadas para às quartas-de-final. |

|     |                    |     | Jogos | Jogos | Jogos | Resultados | Resultados | Resultados | Resultados | Resultados | Resultados | Sets | Sets | Sets  | Pontos | Pontos | Pontos |
| Pos | Equipe             | Pts | T     | V     | D     | 3–0        | 3–1        | 3–2        | 2–3        | 1–3        | 0–3        | V    | P    | R     | V      | P      | R      |
| --- | ------------------ | --- | ----- | ----- | ----- | ---------- | ---------- | ---------- | ---------- | ---------- | ---------- | ---- | ---- | ----- | ------ | ------ | ------ |
| 1   | Eczacıbaşı Vitra   | 9   | 3     | 3     | 0     | 3          | 0          | 0          | 0          | 0          | 0          | 9    | 0    | MAX   | 225    | 164    | 1.372  |
| 2   | Kuzeyboru          | 5   | 3     | 2     | 1     | 1          | 0          | 1          | 0          | 0          | 1          | 6    | 5    | 1.200 | 237    | 241    | 0.983  |
| 3   | Aydın B.Şehir Bld. | 4   | 3     | 1     | 2     | 1          | 0          | 0          | 1          | 0          | 1          | 5    | 6    | 0.833 | 226    | 233    | 0.970  |
| 4   | Karayolları        | 0   | 3     | 0     | 3     | 0          | 0          | 0          | 0          | 0          | 3          | 0    | 9    | 0,000 | 169    | 225    | 0.751  |

Resultados
| Data  | Hora  |                      | Placar |                    | Set 1 | Set 2 | Set 3 | Set 4 | Set 5 | Total | Relatório |
| ----- | ----- | -------------------- | ------ | ------------------ | ----- | ----- | ----- | ----- | ----- | ----- | --------- |
| 4 set | 14:00 | 'Aydın B.Şehir Bld.' | 3–0    | Karayolları        | 25-17 | 25-19 | 25-21 |       |       | 75–0  | 75-57     |
| 4 set | 16:30 | 'Eczacıbaşı Vitra'   | 3–0    | Kuzeyboru          | 25-22 | 25-18 | 25-21 |       |       | 75–0  | 75-61     |
| 5 set | 15:00 | 'Kuzeyboru '         | 3–2    | Aydın B.Şehir Bld. | 25-22 | 15-25 | 20-25 | 26-24 | 15-11 | 101–0 | 101-107   |
| 5 set | 17:30 | Karayolları          | 0–3    | 'Eczacıbaşı Vitra' | 23-25 | 14-25 | 16-25 |       |       | 53–0  | 53-75     |
| 6 set | 14:00 | 'Eczacıbaşı Vitra'   | 3–0    | Aydın B.Şehir Bld. | 25-19 | 25-16 | 25-15 |       |       | 75–0  | 75-50     |
| 6 set | 16:30 | Karayolları          | 0–3    | 'Kuzeyboru '       | 20-25 | 21-25 | 18-25 |       |       | 59–0  | 59-75     |

### Grupo C
|  |                                                 |
|  | Equipes classificadas para às quartas-de-final. |

|     |                   |     | Jogos | Jogos | Jogos | Resultados | Resultados | Resultados | Resultados | Resultados | Resultados | Sets | Sets | Sets  | Pontos | Pontos | Pontos |
| Pos | Equipe            | Pts | T     | V     | D     | 3–0        | 3–1        | 3–2        | 2–3        | 1–3        | 0–3        | V    | P    | R     | V      | P      | R      |
| --- | ----------------- | --- | ----- | ----- | ----- | ---------- | ---------- | ---------- | ---------- | ---------- | ---------- | ---- | ---- | ----- | ------ | ------ | ------ |
| 1   | Fenerbahçe Opet   | 9   | 3     | 3     | 0     | 3          | 0          | 0          | 0          | 0          | 0          | 9    | 0    | MAX   | 225    | 160    | 1.406  |
| 2   | Türk Hava Yolları | 6   | 3     | 2     | 1     | 2          | 0          | 0          | 0          | 0          | 1          | 6    | 3    | 2,000 | 219    | 194    | 1.129  |
| 3   | Sarıyer Bld.      | 3   | 3     | 1     | 2     | 1          | 0          | 0          | 0          | 0          | 2          | 3    | 6    | 0.500 | 196    | 206    | 0.951  |
| 4   | Beşiktaş          | 0   | 3     | 0     | 3     | 0          | 0          | 0          | 0          | 0          | 3          | 0    | 9    | 0,000 | 134    | 225    | 0.596  |

Resultados
| Data   | Hora  |                     | Placar |                     | Set 1 | Set 2 | Set 3 | Set 4 | Set 5 | Total | Relatório |
| ------ | ----- | ------------------- | ------ | ------------------- | ----- | ----- | ----- | ----- | ----- | ----- | --------- |
| 4 set  | 18:30 | 'Türk Hava Yolları' | 3–0    | Beşiktaş            | 25-15 | 25-20 | 25-19 |       |       | 75–0  | 75-54     |
| 5 set  | 16:30 | Beşiktaş            | 0–3    | 'Fenerbahçe Opet'   | 10-25 | 10-25 | 8-25  |       |       | 28–0  | 28-75     |
| 6 set  | 18:30 | 'Fenerbahçe Opet'   | 3–0    | Türk Hava Yolları   | 25-22 | 32-30 | 25-17 |       |       | 82–0  | 82-69     |
| 9 set  | 13:00 | Beşiktaş            | 0–3    | 'Sarıyer Bld.'      | 10-25 | 22-25 | 20-25 |       |       | 52–0  | 52-75     |
| 25 nov | 15:00 | Sarıyer Bld.        | 0–3    | 'Türk Hava Yolları' | 23-25 | 20-25 | 15-25 |       |       | 58–0  | 58-75     |
| 12 jan | 17:00 | 'Fenerbahçe Opet'   | 3–0    | Sarıyer Bld.        | 27-25 | 25-13 | 27-25 |       |       | 79–0  | 79-63     |

### Grupo D
|  |                                                 |
|  | Equipes classificadas para às quartas-de-final. |

|     |                         |     | Jogos | Jogos | Jogos | Resultados | Resultados | Resultados | Resultados | Resultados | Resultados | Sets | Sets | Sets  | Pontos | Pontos | Pontos |
| Pos | Equipe                  | Pts | T     | V     | D     | 3–0        | 3–1        | 3–2        | 2–3        | 1–3        | 0–3        | V    | P    | R     | V      | P      | R      |
| --- | ----------------------- | --- | ----- | ----- | ----- | ---------- | ---------- | ---------- | ---------- | ---------- | ---------- | ---- | ---- | ----- | ------ | ------ | ------ |
| 1   | Galatasaray HDI Sigorta | 6   | 2     | 2     | 0     | 2          | 0          | 0          | 0          | 0          | 0          | 6    | 0    | MAX   | 150    | 108    | 1.389  |
| 2   | Çan Gençlik Kale Spor   | 3   | 2     | 1     | 1     | 0          | 1          | 0          | 0          | 0          | 1          | 3    | 4    | 0.750 | 153    | 160    | 0.956  |
| 3   | Yeşilyurt               | 0   | 2     | 0     | 2     | 0          | 0          | 0          | 0          | 1          | 1          | 1    | 6    | 0.167 | 135    | 170    | 0.794  |

Resultados
| Data  | Hora  |                           | Placar |                       | Set 1 | Set 2 | Set 3 | Set 4 | Set 5 | Total | Relatório |
| ----- | ----- | ------------------------- | ------ | --------------------- | ----- | ----- | ----- | ----- | ----- | ----- | --------- |
| 4 set | 12:00 | 'Galatasaray HDI Sigorta' | 3–0    | Çan Gençlik Kale Spor | 25-16 | 25-21 | 25-22 |       |       | 75–0  | 75-58     |
| 5 set | 14:00 | 'Çan Gençlik Kale Spor'   | 3–1    | Yeşilyurt             | 25-23 | 25-16 | 20-25 | 25-21 |       | 95–0  | 95-85     |
| 6 set | 16:00 | 'Galatasaray HDI Sigorta' | 3–0    | Yeşilyurt             | 25-16 | 25-15 | 25-19 |       |       | 75–0  | 75-50     |

## Fase final
Chaveamento
|  | Quartas-de-final | Quartas-de-final      | Quartas-de-final        |                  |                         | Semifinais       | Semifinais | Semifinais |  |  | Final | Final     | Final |
|  |                  |                       |                         |                  |                         |                  |            |            |  |  |       |           |       |
|  | 1ºA              | VakıfBank             | 3                       |                  |                         |                  |            |            |  |  |       |           |       |
|  | 2ºD              | Çan Gençlik Kale Spor | 0                       |                  |                         |                  |            |            |  |  |       |           |       |
|  | 2ºD              | Çan Gençlik Kale Spor | 0                       |                  | 1ºA                     | VakıfBank        | 3          |            |  |  |       |           |       |
|  |                  |                       |                         |                  | 1ºA                     | VakıfBank        | 3          |            |  |  |       |           |       |
|  |                  | 1ºD                   | Galatasaray HDI Sigorta | 0                |                         |                  |            |            |  |  |       |           |       |
|  | 1ºD              | 1ºD                   | Galatasaray HDI Sigorta | 0                | Galatasaray HDI Sigorta | 3                |            |            |  |  |       |           |       |
|  | 1ºD              |                       |                         |                  | Galatasaray HDI Sigorta | 3                |            |            |  |  |       |           |       |
|  | 2ºA              | PTT                   | 1                       |                  |                         |                  |            |            |  |  |       |           |       |
|  |                  |                       |                         |                  |                         |                  |            |            |  |  | 1ºA   | VakıfBank | 3     |
|  |                  |                       | 1ºC                     | Eczacıbaşı Vitra | 0                       |                  |            |            |  |  |       |           |       |
|  | 1ºB              | Eczacıbaşı Vitra      | 3                       |                  |                         |                  |            |            |  |  |       |           |       |
|  | 2ºC              | Türk Hava Yolları     | 2                       |                  |                         |                  |            |            |  |  |       |           |       |
|  | 2ºC              | Türk Hava Yolları     | 2                       |                  | 1ºB                     | Eczacıbaşı Vitra | 3          |            |  |  |       |           |       |
|  |                  |                       |                         |                  | 1ºB                     | Eczacıbaşı Vitra | 3          |            |  |  |       |           |       |
|  |                  | 1ºC                   | Fenerbahçe Opet         | 0                |                         |                  |            |            |  |  |       |           |       |
|  | 1ºC              | 1ºC                   | Fenerbahçe Opet         | 0                | Fenerbahçe Opet         | 3                |            |            |  |  |       |           |       |
|  | 1ºC              |                       |                         |                  | Fenerbahçe Opet         | 3                |            |            |  |  |       |           |       |
|  | 2ºB              | Kuzeyboru             | 0                       |                  |                         |                  |            |            |  |  |       |           |       |

### Quartas de final
Resultados
| Data   | Hora  |                           | Placar |                       | Set 1 | Set 2 | Set 3 | Set 4 | Set 5 | Total | Relatório |
| ------ | ----- | ------------------------- | ------ | --------------------- | ----- | ----- | ----- | ----- | ----- | ----- | --------- |
| 10 fev | 13:00 | 'Fenerbahçe Opet'         | 3–0    | Kuzeyboru             | 26-24 | 25-20 | 25-20 |       |       | 76–0  | 76-64     |
| 10 fev | 14:00 | 'VakıfBank'               | 3–0    | Çan Gençlik Kale Spor | 25-16 | 25-18 | 25-12 |       |       | 75–0  | 75-46     |
| 10 fev | 15:30 | 'Galatasaray HDI Sigorta' | 3–1    | PTT                   | 24-26 | 25-15 | 25-22 | 25-13 |       | 99–0  | 99-76     |
| 11 fev | 19:00 | 'Eczacıbaşı Vitra'        | 3–2    | Türk Hava Yolları     | 23-25 | 25-18 | 25-15 | 23-25 | 16-14 | 112–0 | 112-97    |

### Semifinais
Resultados
| Data  | Hora  |                    | Placar |                         | Set 1 | Set 2 | Set 3 | Set 4 | Set 5 | Total | Relatório |
| ----- | ----- | ------------------ | ------ | ----------------------- | ----- | ----- | ----- | ----- | ----- | ----- | --------- |
| 8 mar | 15:00 | 'VakıfBank'        | 3–0    | Galatasaray HDI Sigorta | 25-19 | 25-17 | 25-15 |       |       | 75–0  | 75-51     |
| 8 mar | 20:15 | 'Eczacıbaşı Vitra' | 3–0    | Fenerbahçe Opet         | 25-19 | 25-15 | 25-19 |       |       | 75–0  | 75-53     |

### Final
Resultados
| Data  | Hora  |             | Placar |                  | Set 1 | Set 2 | Set 3 | Set 4 | Set 5 | Total | Relatório |
| ----- | ----- | ----------- | ------ | ---------------- | ----- | ----- | ----- | ----- | ----- | ----- | --------- |
| 9 mar | 19:00 | 'VakıfBank' | 3–0    | Eczacıbaşı Vitra | 25-18 | 25-19 | 25-22 |       |       | 75–0  | 75-59     |

## Premiação
| Copa da Turquia de Voleibol Feminino |
| Turquia                              |
| ------------------------------------ |
| VakıfBank Campeão (7º título)        |

## Prêmios individuais
A seleção do campeonato foi composta pelas seguintes jogadoras:
- MVP:  Zehra Güneş